# میگان جارنسکی
میگان جارنسکی (انگلیسی: Meaghan Jarensky؛ زاده ۳۱ اکتبر ۱۹۷۸) یکی از شرکت‌کنندگان دوشیزه ایالات متحده آمریکا در سال ۲۰۰۵ است. 